# Litauisches Statut

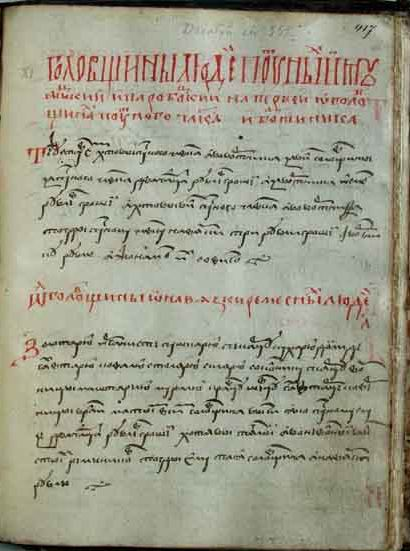
Erstes Litauisches Statut (in ruthenischer Sprache) 1529

Das Litauische Statut (litauisch Lietuvos statutai, belarussisch Статуты Вялікага княства Літоўскага, polnisch Statuty litewskie) ist eine Kodifikation des litauischen Rechts im Großfürstentum Litauen aus den Jahren 1529, 1566 und 1588.

## Redaktionen

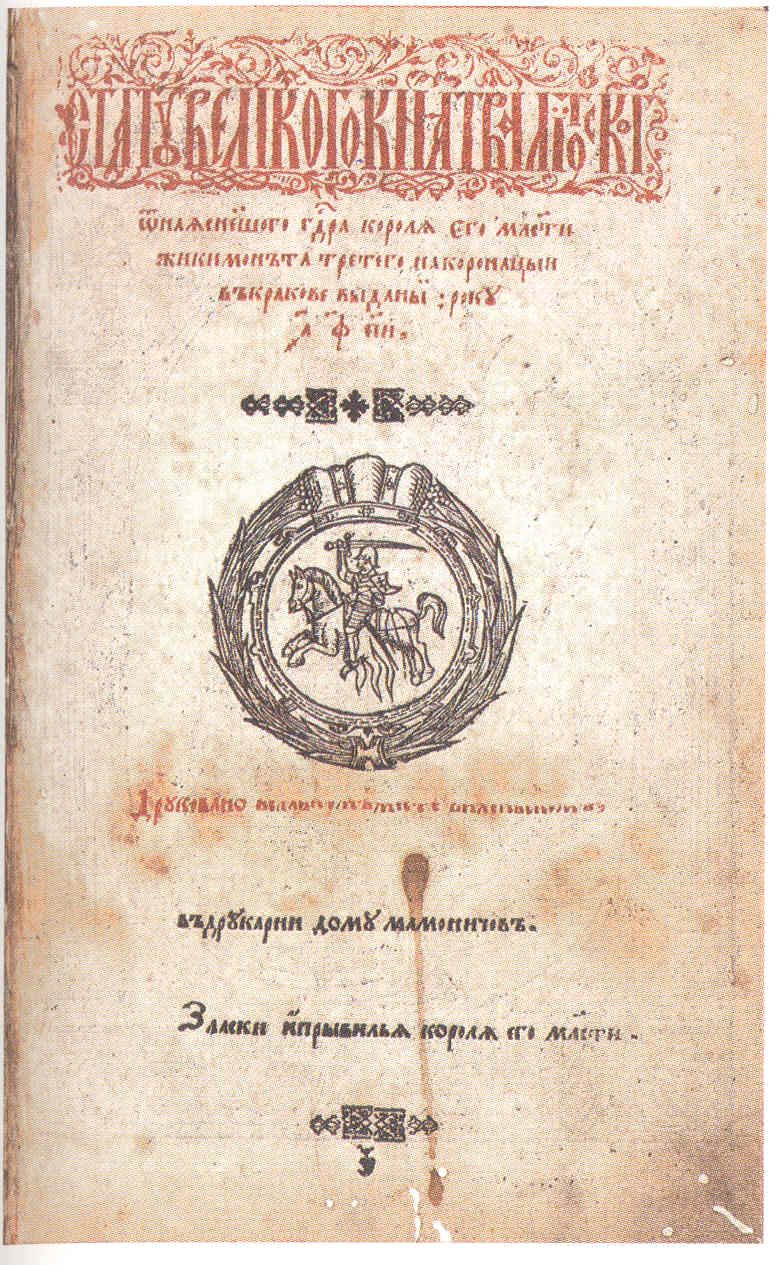
Drittes Litauisches Statut (in ruthenischer Sprache) 1588

Das Litauische Statut hatte drei Redaktionen: 1529, 1566 und 1588. Sie alle wurden nicht in litauischer Sprache, die damals noch keinen vollgültigen Status als Schriftsprache hatte, sondern im sogenannten Ruthenischen, einer ostslawischen Sprache, die als Schriftsprache im Großfürstentum Litauens gebräuchlich war, verfasst.
Das Litauische Statut war ein seinerzeit modernes Rechtswerk und eine Sammlung des Gewohnheitsrechts im damaligen Osteuropa des sechzehnten Jahrhunderts.

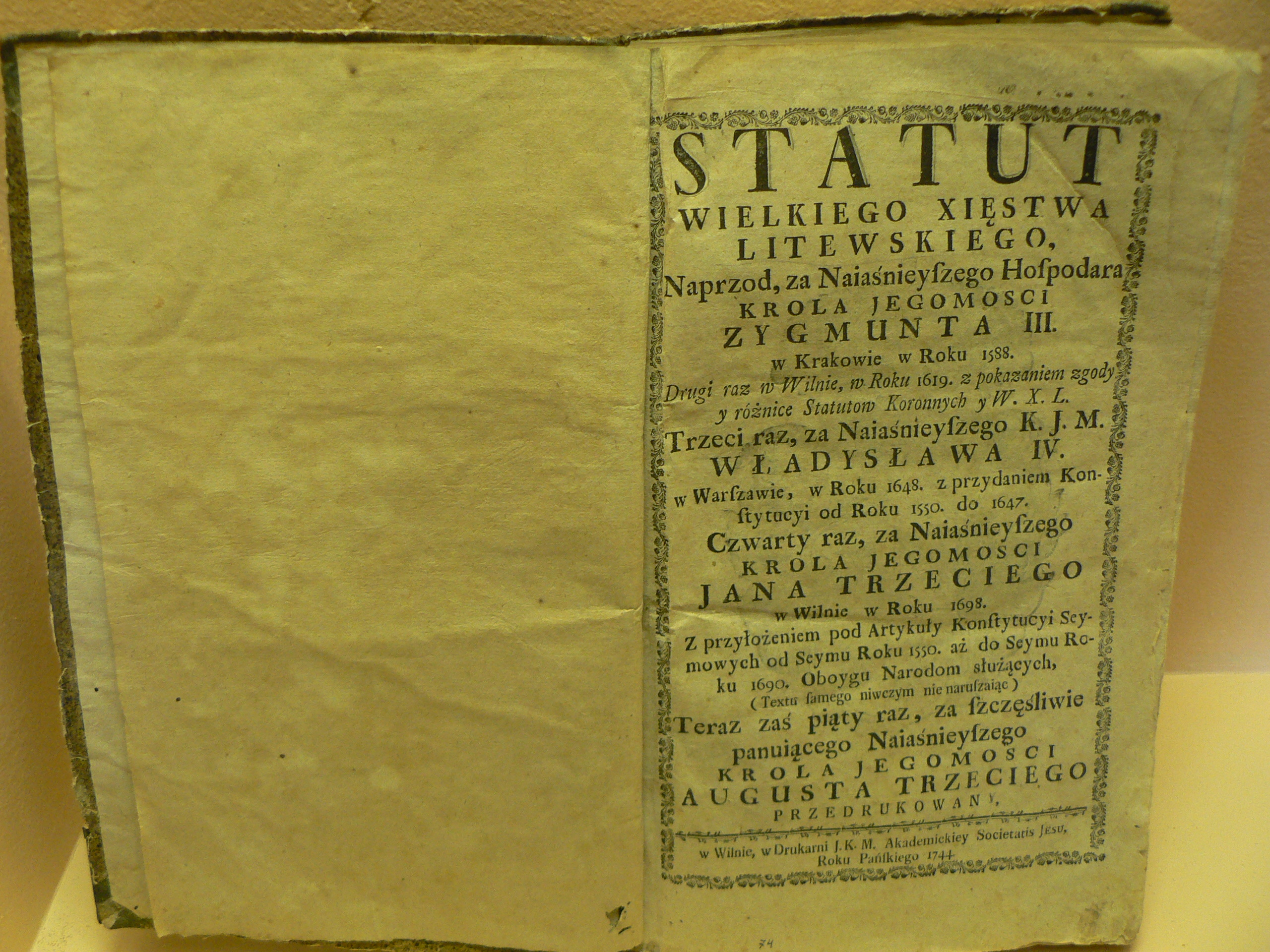
Eine spätere Ausgabe des litauischen Statuts aus dem Jahr 1744 in polnischer Sprache

## Editionen, Übersetzungen
- Irena Valikonytė, Stanislovas Lazutka, Edvardas Gudavičius: Pirmasis Lietuvos Statutas (1529m.) Vaga, Vilnius 2001, ISBN 5-415-01552-3 (kommentierte litauische Übersetzung des Statuts von 1529).
- Irena Valikonytė, Stanislovas Lazutka, Edvardas Gudavičius: Первый Литовский статут (1529 г.) – Pervyĭ Litovskiĭ Statut (1529 g.) (= Pirmasis Lietuvos statutas [1529 m.]) Izd-vo Margi raštaĭ, Vilnius 2004, ISBN 9986-09-274-4.
- Ivan Ivanovič Lappo: Litovskij statut 1588 goda = 1588 metų Lietuvos Statutas. [Das litauische Statut d. J. 1588.] (russisch in kyrillischer Schrift)
  - Band 1: Tyrinėijmas. Spindulio, Kaunas 1934
  - Band 2: Tekstas. Spindulio, Kaunas 1938.